# Argyrostrotis pacalis
Argyrostrotis pacalis är en fjärilsart som beskrevs av Walker 1858. Argyrostrotis pacalis ingår i släktet Argyrostrotis och familjen nattflyn. Inga underarter finns listade i Catalogue of Life.